# Jung-gu, Daejeon
Jung-gu (koreanska: 중구) är ett stadsdistrikt (gu) i staden och provinsen Daejeon, i den nordvästra delen av Sydkorea, 145 km söderom om huvudstaden Seoul.

## Administrativ indelning
Distriktet är indelat i 17 administrativa stadsdelar:

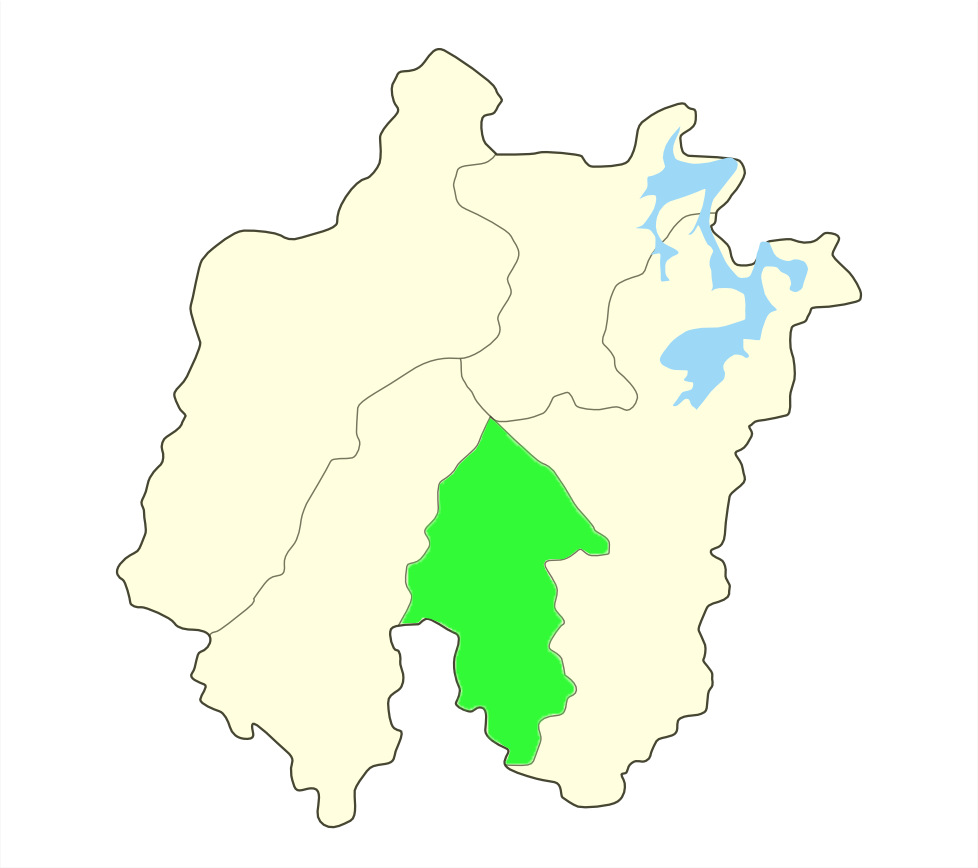
Jung-gus läge i Daejeon

Busa-dong,
Daeheung-dong,
Daesa-dong,
Eunhaengseonhwa-dong,
Jungchon-dong,
Mok-dong,
Munchang-dong,
Munhwa-1-dong,
Munhwa-2-dong,
Oryu-dong,
Sanseong-dong,
Seokgyo-dong,
Taepyeong-1-dong,
Taepyeong-2-dong,
Yongdu-dong,
Yucheon-1-dong och
Yucheon-2-dong.